# Adalberto Nierychlewski
Beato Adalberto Nierychlewski, o en polaco Wojciech Nierychlewski (n. Dąbrowice, Voivodato de Łódź, Polonia; 20 de abril de 1903 - Auschwitz, Polonia; 9 de febrero de 1942), fue un sacerdote polaco y mártir durante la Segunda Guerra Mundial. Es uno de los ciento ocho mártires de Polonia beatificados por Juan Pablo II el 13 de junio de 1999.

## Vida
Nacido en Dąbrowice, Voivodato de Łódź, Polonia el 20 de abril de 1903, con el nombre de Wojciech Nierychlewski. Ingresó a la Congregación de San Miguel Arcángel (Padres Miguelinos o Micaelitas) donde recibió el sacerdocio al tiempo que Polonia se encontraba ocupada por los nazis. Por la redacción de un manifiesto defendiendo la dignidad humana y la fe cristiana fue detenido en 1941 y llevado al campo de concentración de Auschwitz, cerca de Cracovia. Ahí fue torturado hasta la muerte el 7 de febrero de 1942 teniendo 38 años de edad.
Fue beatificado como uno de los Ciento ocho mártires de Polonia de la Segunda Guerra Mundial por Juan Pablo II el 13 de junio de 1999 en Varsovia, Polonia. Su fiesta individual se celebra el día de su muerte el 7 de febrero, pero la memoria en conjunto con los restantes mártires es el 12 de junio.